# Ace (EP)
Ace es el primer miniálbum de Taemin, bajó su discográfica SM Entertainment, lanzado el 18 de agosto de 2014. Seis años después de su debut con la boy band surcoreana SHINee, este es su primer debut como solista.

## Antecedentes y lanzamiento
El 25 de julio, un informe de un medio de comunicación de Corea, MBN reveló que, de acuerdo con una información privilegiada Taemin se está preparando para un álbum en solitario. Además, afirmó que el álbum está en su última etapa de preparación y se espera que esté terminado a mediados de agosto. Además la información privilegiada reveló que Taemin había volado a Los Ángeles para aprender la coreografía de una nueva canción. Más tarde SM Entertainment confirmó la noticia en el medio de comunicación de Corea, news1, diciendo: "Taemin esta en realidad preparándose para su álbum como solista, más detalles como la fecha de lanzamiento del álbum aún no ha sido confirmada".
El 11 de agosto, SM Entertainment reveló 12 imágenes del teaser de Taemin para el EP "Ace" y anunció que la EP sería lanzado el 18 de agosto. Un teaser de su primer sencillo, «괴도 (Danger)», fue lanzado en YouTube el 11 de agosto. Al día siguiente, una versión corta de la canción «Ace» fue subida. El video muestra el crecimiento de Taemin desde su debut en 2008 con Shinee. El 13 de agosto, un día después, un video con un popurrí de la EP fue lanzado. El vídeo musical oficial de «Danger» salió el 15 de agosto.

## Lista de canciones
Créditos adaptados de la página oficial del artista.

| N.º | Título                          | Letras               | Música                                                        | Duración |  |
| 1.  | «Ace»                           | Changmin             | Daniel "Obi" Klein, Deez, Ylva Dimberg, Charlotte Taft        | 3:58     |  |
| 2.  | «괴도 (Danger)»                 | 서지음 (Jam Factory) | Thomas Troelsen, Remee S. Jackman                             | 3:11     |  |
| 3.  | «Experience»                    | 홍지유               | Winston Sela, Marcus Brosch                                   | 3:13     |  |
| 4.  | «Pretty Boy (feat. KAI of EXO)» | Jonghyun             | Caesar & Loui, Ylva Dimberg                                   | 3:43     |  |
| 5.  | «거절할게 (Wicked)»             | Kenzie               | Kenzie, Mage, Teddy Riley, DOM, 이현승(Lee Hyun Seung)        | 3:25     |  |
| 6.  | «소나타 (Play Me)»              | 민연재 (Jam Factory) | Harvey Mason Jr., Damon Thomas, Mike Daley, Adonis Shropshire | 3:01     |  |

## Posicionamiento

### Álbum
| País           | Lista                    | Máxima posición |
| -------------- | ------------------------ | --------------- |
| Corea del Sur  | Gaon Weekly album chart  | 1               |
| Corea del Sur  | Gaon Monthly album chart | —               |
| Taiwán         | G-Music Asia Chart       | —               |
| Taiwán         | Hit FM’s Asia Chart      | —               |
| Taiwán         | G-Music Combo Chart      | —               |
| Taiwán         | FIVE MUSIC               | 2               |
| Estados Unidos | Billboard World Albums   | 2               |
| Estados Unidos | Billboard Heatseekers    | 20              |

#### Canciones
| «Danger»                        | 5  | — |
| «Pretty Boy (feat. KAI of EXO)» | 44 | — |
| «Ace»                           | 54 | — |
| «Experience»                    | 82 | — |
| «Play Me»                       | 89 | — |
| «Wicked»                        | 90 | — |

### Music Show Awards

#### Music Bank
| Año  | Fecha        | Canción  |
| ---- | ------------ | -------- |
| 2014 | 29 de agosto | "Danger" |

#### Music Core
| Año  | Fecha        | Canción  |
| ---- | ------------ | -------- |
| 2014 | 30 de agosto | "Danger" |